# Konstanty Kopff
Konstanty Kopff (ur. 1803 w Krakowie, zm. 19 września 1868 tamże) – polski rysownik, współpracownik historyka Ambrożego Grabowskiego. 

## Życiorys
Był synem malarza Jana Wincentego Kopffa i Tekli z Danielskich, starszym bratem Wiktora, senatora Rzeczypospolitej Krakowskiej (i zięcia Ambrożego Grabowskiego). Oprócz własnej twórczości Konstanty Kopff sporządzał także kopie dawnych i współczesnych mu obrazów, rysunków oraz rycin, łączących się tematycznie z dziejami Polski, a zwłaszcza Krakowa.